# Helene von Bolváry
Helene von Bolváry (nom germanisé et d'épouse d’Ilona Mattyasovszky), née le 1er avril 1882 à Esztergom et morte le 13 avril 1943 à Budapest, est une actrice hongroise.

## Biographie
Ilona Mattyasovszky est la fille de Vilmos Mattyasovszky, un fonctionnaire, avocat public et d'homologation, et plus tard procureur en chef du comté, et Irma Etter. Elle est élève d'une école secondaire pour filles à Budapest. Elle se marie contre son gré à Esztergom le 28 octobre 1899 à József Béla Gerlóczy (1873–1941), un responsable de la caisse d'épargne, fils de Károly Gerlóczy ; ils auront trois enfants. Après le divorce en 1908, Mattyasovszky est diplômée du Conservatoire de Budapest. Elle obtient des engagements théâtraux en province et à Budapest.
Mattyasovszky vient au cinéma en 1913 avec Drághfy Veron, l'un des tout premiers films muets hongrois. Pendant la Première Guerre mondiale, elle apparaît principalement dans les productions de la firme Astra et, pendant la République soviétique, elle est membre de la direction de la société. Elle tourne dans une soixantaine de films en Hongrie, dont plusieurs films réalisés par Géza von Bolváry qu'elle épouse en 1923, alors qu'il est plus jeune de dix-huit ans. Tous deux fondent une école de théâtre et de cinéma en Hongrie en 1921, mais partent en 1922 et travaillent d'abord à Vienne puis à Munich. Helene von Bolváry tourne aussi en France, en Autriche et en Allemagne. Elle ne réussit pas à s'imposer dans le cinéma parlant.
En 1937, elle fonde une société indépendante de production cinématographique hongroise à Budapest, Spektrum Film kft. Cette société ne produit qu'un seul film sonore hongrois, Tiszavirág, et sa version allemande. La même année, son mari acquiert un château à Aba dans le comitat de Fejér, où elle mène toujours une vie dispendieuse. Jalouse de son mari, elle monte une machination. Géza von Bolváry veut faire de son frère Feri son légataire universel. Ilona Mattyasovszky a un fils, Gyuri, souffrant d'une maladie infectieuse pulmonaire et vénérienne qu'elle sort du sanatorium et amène au château. Elle l'installe dans une chambre pour qu'il la contamine, puis y installe Feri, après avoir renvoyé Gyuri. Cependant, Ilona est victime de sa propre machination en étant contaminée. Elle meurt de la maladie.

## Filmographie
- 1913 : Drághfy Veron
- 1915 : Romlott emberek között
- 1915 : A falu rossza
- 1917 : Az obsitos
- 1917 : Vengerkák
- 1917 : A Pál-utcai fiúk
- 1917 : A piros bugyelláris
- 1917 : A dollárnéni
- 1917 : Toprini nász
- 1918 : Az impresszárió
- 1918 : Tüzpróba
- 1918 : Jobbra én, balra te
- 1918 : Egyenlöség
- 1918 : Az asszonyfaló
- 1918 : Sphynx
- 1918 : A gazdag szegények
- 1918 : Tájfun
- 1919 : A vörös kérdőjel
- 1919 : Udvari levegö
- 1919 : A tékozló fiú
- 1919 : Tilos a csók
- 1919 : Halálos csönd
- 1919 : Fehér rózsa
- 1919 : Izrael
- 1919 : Rang és mód
- 1919 : Az asszonybosszú
- 1920 : A dada (hu)
- 1920 : A tizennegyedik
- 1920 : Masamód
- 1920 : A lélekidomár
- 1920 : Gyermekszív
- 1920 : Játék a sorssal
- 1920 : A kétarcú asszony
- 1920 : A színésznö
- 1920 : Lengyelvér
- 1920 : A Loovodi árva
- 1920 : A számüzött
- 1921 : A piros bugyelláris
- 1921 : Tavaszi szerelem
- 1922 : Meseország
- 1923 : Pique Ass
- 1923 : Mädchen, die man nicht heiratet
- 1923 : Der Weg zum Licht
- 1923 : Die Bestie
- 1924 : Az egyhuszasos lány
- 1924 : Egy fiúnak a fele
- 1924 : Die Frau im Feuer (de) de Carl Boese
- 1925 : Die Königsgrenadiere
- 1925 : Frauen, die nicht lieben dürfen de Géza von Bolváry
- 1926 : Das deutsche Mutterherz de Géza von Bolváry
- 1926 : La Bayadère
- 1927 : Steh' ich in finstrer Mitternacht
- 1928 : Ich hatte einst ein schönes Vaterland
- 1928 : Die Hölle der Jungfrauen de Robert Dinesen
- 1928 : Le Cirque d'épouvante (de) d'Alfred Lind
- 1928 : Die Sünderin
- 1928 : Voleurs de jeunesse
- 1928 : Die Frau auf der Folter de Robert Wiene
- 1928 : Er geht rechts – Sie geht links!